# Quartier Morin
Quartier Morin är en ort i Haiti.   Den ligger i departementet Nord, i den norra delen av landet, 130 km norr om huvudstaden Port-au-Prince. Quartier Morin ligger 17 meter över havet och antalet invånare är 1 299.
Terrängen runt Quartier Morin är varierad. Runt Quartier Morin är det tätbefolkat, med 297 invånare per kvadratkilometer. Närmaste större samhälle är Okap, 8,2 km nordväst om Quartier Morin. Omgivningarna runt Quartier Morin är en mosaik av jordbruksmark och naturlig växtlighet.